# Clytia languida
Clytia languida är en nässeldjursart som först beskrevs av Agassiz 1862.  Clytia languida ingår i släktet Clytia och familjen Campanulariidae. Inga underarter finns listade i Catalogue of Life.